# Peak 38
Der Peak 38 (auch Shar Tse II oder Shartse II) ist ein Siebentausender an der Grenze zwischen der Khumbu-Region Nepals und Tibet südöstlich des Mount Everest.
Aufgrund seiner geringen Schartenhöhe von nur 40 Metern gilt er nicht als eigenständiger Berg. Er liegt in Fortsetzung des Lhotse-Nuptse-Kamms etwa 2,2 km östlich des Lhotse Shar (8415 m). Im weiteren Verlauf des Gipfelgrats folgen gen Osten Shartse und Pethangtse, bevor sich schließlich das Massiv des Makalu erhebt.